# Eutelsat Hot Bird 13C
Eutelsat Hot Bird 13C – satelita telekomunikacyjny z serii Hot Bird należący do spółki Eutelsat, wystrzelony jako Hot Bird 9 20 grudnia 2008 roku rakietą Ariane 5 ECA, wraz z satelitą Eutelsat W2M.
Został skonstruowany przez EADS Astrium na bazie platformy Eurostar E-3000. Zaopatrzony jest w 64 transpondery działające w paśmie Ku. Posiada 2 rozkładane panele ogniw słonecznych, które są w stanie dostarczyć do 14 kW energii elektrycznej. Planowany czas pracy wynosi 15 lat.
Satelita od początku jest umieszczony na pozycji 13°E. Nazwę Eutelsat Hot Bird 13C otrzymał 1 marca 2012 w ramach ujednolicenia nazw satelitów przez Eutelsat.
Satelita obejmuje swym zasięgiem Europę, Afrykę Północną i Bliski Wschód.